# Episinus israeliensis
Episinus israeliensis är en spindelart som beskrevs av Levy 1985. Episinus israeliensis ingår i släktet Episinus, och familjen klotspindlar.
Artens utbredningsområde är Israel. Inga underarter finns listade i Catalogue of Life.